# Woodford (Queensland)
Woodford – miasto w Australii, w stanie Queensland.